# Témozolomide
Le témozolomide est un principe actif anticancéreux commercialisé sous le nom de Temodal par le laboratoire Schering Plough et administré par voie orale. Il est indiqué pour traiter le glioblastome multiforme nouvellement diagnostiqué en association avec la radiothérapie puis en traitement en monothérapie. Il est aussi indiqué dans le gliome malin tel que le glioblastome multiforme ou astrocytome anaplasique présentant une récidive ou une progression après un traitement standard.
La prescription du témozolomide est réservée en France aux praticiens hospitaliers oncologues, hématologues ou compétents en cancérologie. Ce médicament est rétrocédable, le patient peut venir le chercher à l'hôpital.

## Mode d'action
Le témozolomide subit une hydrolyse spontanée à pH physiologique en 3-méthyl-(triazén-1-yl)imidazole-4-carboxamide (MTIC) qui alkyle la guanine en position O⁶ et N⁷, les lésions cytotoxiques qui sont développées par la suite sont supposées entrainer une réparation aberrante de l'ADN. 

## Effets indésirables fréquents et très fréquents en monothérapie
Un effet indésirable est qualifié de fréquent si plus de 1 %  et moins de 10 % des patients traité est atteint, l'effet est très fréquent si 10 % ou plus des patients traités sont atteints :
- Diabète insipide d'origine central (risque de déshydratation)[2]
- infection, candidose orale ;
- neutropénie fébrile thrombocytopénie, anémie leucopénie ;
- anorexie (très fréquent) ;
- perte de poids ;
- anxiété, dépression, instabilité émotionnelle, insomnie ;
- convulsion (très fréquent), céphalée (très fréquent), hémiparésie, aphasie, trouble de l'équilibre, somnolence, confusion, vertige, trouble de la mémoire et de la concentration, dysphagie, trouble neurologique (NOS), neuropathie, neuropathie périphérique, paresthésie, trouble de la parole, tremblement hémiplégie, ataxie, coordination anormale, démarche anormale, hyperesthésie, trouble sensoriel ;
- trouble du champ visuel, diplopie, vision floue ;
- baisse d'audition, acouphènes ;
- hémorragie, thrombose veineuse profonde, œdème des jambes ;
- dyspnée, toux ;
- constipation (très fréquent), nausée (très fréquent), vomissement (très fréquent), stomatite, diarrhée, dyspepsie, dysphagie, bouche sèche ;
- alopécie (très fréquent), rash (très fréquent), dermatite, sécheresse cutanée, prurit ;
- faiblesse musculaire, arthralgie, douleur musculosquelettique, myalgie, myopathie, douleur dorsale ;
- incontinence urinaire ;
- fatigue (très fréquent), réaction allergique, fièvre, lésion liées à la radiothérapie, douleur, perversion du goût, asthénie, œdème de la face, douleur, aggravation de l'état, raideur, trouble dentaire ;
- augmentation des ALAT.

## Surveillance pendant le traitement
Une numération sanguine complète doit  être réalisée régulièrement, du fait de la toxicité médullaire du témozolomide. Les polynucléaires neutrophiles et les plaquettes sont les éléments le plus surveillés de cette analyse.

## Efficacité
Dans le glioblastome, l'addition du témozolomide à une radiothérapie entraîne un prolongement de la survie de deux mois environ, même chez les patients âgés.